# Klempun
Klempun is een bestuurslaag in het regentschap Bojonegoro van de provincie Oost-Java, Indonesië. Klempun telt 1381 inwoners (volkstelling 2010).